# Ronny Thomas
Ronny Thomas ist ein deutscher Jurist und Richter am Einheitlichen Patentgericht.

## Leben
Ronny Thomas war nach seiner Zulassung als Rechtsanwalt im Jahr 2006 in einer auf Patentrecht spezialisierten Rechtsanwaltskanzlei tätig. Seit 2007 war als Richter in einer Patentstreitkammern des Landgerichts Düsseldorf tätig. Im Juni 2015 wurde er zum Richter am Oberlandesgericht Düsseldorf ernannt und war seitdem in einem für Patentstreitsachen zuständigen Zivilsenats tätig.
Seine Auswahl zum Richter am Einheitlichen Patentgericht, seine Wahl in das Präsidium des Gerichts und die Zuweisung zur Lokalkammer Düsseldorf wurden am 19. Oktober 2022 bekannt gegeben. Die Ernennung erfolgte zum 1. November 2022.